# Una donna senza nome
Una donna senza nome è un film del 1985 diretto da Luigi Russo.

## Trama
Allevata in un convento di suore, Bella, donna instabile ormai da tempo maggiorenne, con un passato di vocazione religiosa, trova lavoro come domestica presso un ricco allevatore di cavalli, che ben presto se n'invaghisce e la sposa. Defunto tragicamente il marito proprio il giorno delle nozze, Bella passa di uomo in uomo, finendo col macchiarsi d'un delitto. Il suo fattore, testimone del misfatto, la ricatta per ottenerne i favori. Finalmente un giorno Bella incontra quello che crede essere il vero amore della sua vita, ma ben presto si rende conto che questi è amico del fattore. I due progettano d'ucciderla.